# Менке, Энрике
Энрике Менке Лопес (порт.-браз. Henrique Menke Lopes); более известный, как Энрике Менке (порт.-браз. Henrique Menke) род. 12 января 2007, Balneário Camboriú, Санта-Катарина) — бразильский футболист, вратарь клуба «Интернасьонал», выступающий на правах аренды за клуб «Комо».

## Клубная карьера
Менке — воспитанник клуба «Интернасьонал». В 2025 году игрок был включён в заявку основной команды.

## Международная карьера
В 2025 году Менке в составе молодёжной сборной Бразилии принял участие в молодёжном чемпионате Южной Америки в Венесуэле. На турнире он был запасным и на поле не вышел.

## Достижения
Международные
 Бразилия (до 20)
- Победитель молодёжного чемпионата Южной Америки — 2025